# أندرو وايلي (وكيل أدبي)
أندرو وايلي (بالإنجليزية: Andrew Wylie)‏ هو وكيل أدبي أمريكي، ولد في 4 نوفمبر 1947 في نيويورك في الولايات المتحدة.